# Lameck Bonjisi
Lameck Bonjisi fue un escultor de Zimbabue conocido por sus tallas en piedra, nacido a finales del año 1973 en Mudzi, Mutoko y fallecido el 8 de noviembre de 2004.
Hermano mayor de los artistas Witness y Tafunga Bonjisi, de los que fue mentor en su formación como escultores. 

## Datos biográficos
Bonjisi comenzó a esculpir a tiempo completo a la edad de 17 años. Trabajó durante un tiempo como ayudante de Nicholas Mukomberanwa antes de establecerse como escultor independiente. 
Falleció tempranamente a la edad de 30 años.